# Edward Wincenty Wróblewski
Edward Wincenty Wróblewski herbu Lubicz (ur. 3 lutego 1848 w Grodnie, zm. 4 lutego 1892 w Petersburgu) – polski chemik analityk, wykładowca chemii analitycznej w Instytucie Technologicznym w Petersburgu.

## Życie
Ukończył gimnazjum w Grodnie (1864) a następnie studiował na Wydziale Chemicznym Instytutu Technologicznego w Petersburgu, gdzie w 1868 uzyskał dyplom technologa I klasy. Po studiach został asystentem laboratoryjnym na tymże wydziale kierowanym przez Friedricha Konrada Beilsteina. Współzałożyciel Rosyjskiego Towarzystwa Chemicznego (1868). Studia uzupełniał na uniwersytecie w Getydze, gdzie w 1871 uzyskał stopień doktora filozofii i na uniwersytecie w Petersburgu, gdzie uzyskał stopień magistra w 1873 na podstawie pracy Synteza bromopochodnych toluolu. W styczniu 1872 r. Niemieckie Towarzystwo Chemiczne wybrało go na swego członka-korespondenta. Na uniwersytecie w Petersburgu obronił doktorat w 1876 przedstawiając pracę Hipoteza Kekulégo o budowie związków aromatycznych i jej sprawdzenie, wysoko ocenioną przez Dymitra Mendelejewa. Od 1871 był adiunktem a od 1874 docentem na Wydziale Chemicznym Instytutu Technologicznego w Petersburgu. Do jego głównych osiągnięć należało m.in. odkrycie reakcji zamiany diazogrupy etoksygrupą (1870), powstawania fenoli przy diazotyrowaniu 2-amino oraz 3-amino-4-chlorotoluenów i wygotowywaniu produktów reakcji z etanolem. Jego badania potwierdzały cykliczną strukturę benzenu, odkrytą przez Friedricha Augusta Kekule. W. udowodnił także równocenność chemiczną wszystkich atomów wodoru w pierścieniu benzenowym oraz stwierdził równocenność pozycji 2 i 6 oraz 3 i 5 w pierścieniu w reakcjach substytucji monopodstawionych pochodnych benzenu. W badaniach zwykle wykorzystywał złożoną aparaturę własnej konstrukcji. Był autorem ok. 50 publikacji naukowych. Od 1874 r. współpracował z lwowskim czasopismem Wiadomości Towarzystwa Aptekarzy, regularnie przysyłając artykuły.
W latach 1875–1881 był profesorem chemii analitycznej Instytutu Technologicznego w Petersburgu. W tym czasie awansował także na radcę tytularnego, potem asesora kolegialnego i radcę dworu. Po z utracie wzroku w 1881 zrezygnował z pracy na uczelni. Zmarł osamotniony i zapomniany. Pochowany na największym cmentarzu katolickim na terenie Petersburga w Wyborgu, który został zlikwidowany w 1939 przez władze sowieckie.

### Wybór prac Edwarda Wincentego Wróblewskiego
- О действии первого хлорангидрида серной кислоты на С2Н4Вr2 и C2H5J;
- О некоторых соединениях толуолового ряда
- Об изомерных хлоротолуидинах
- Ортобромметатолуол и ортобромметакрезол
- Двубромтолуолы
- Трибромтолуол и трибромтолуидин
- Метабромтолуол
- Образование трибромбензола
- Получение этилтолуола
- Новый бромоксилол
- Замещение водорода в бензоле
- О новом нитроксилоле, ксилидине и его производных
- К вопросу о строении бензоловых производных
- Новые кавказские минеральные воды
- К вопросу о структурных формулах ароматических соединений
- Об отделении рядового ксилола от его изомеров
- Об окислении и восстановлении нитроксилола
- Об окислении симметрического нитроксилола
- О формуле бензола
- О противоречии в применении призматической формулы бензола Ладенбурга
- К вопросу о разложении диазосоединений спиртом
- Об одном из смежных ксилидинов
- Правильность распределения галоидов и нитрогрупп при замещении водорода в бензоле и его гомологах
- Синтез бромопроизводных толуола (dysertacja)
- Гипотеза Кекуле и её проверка (dysertacja)

### Odznaczony
Odznaczony Orderem św. Stanisława III klasy.

## Życie prywatne
Syn ziemianina i sekretarza sądu pojednawczego w Grodnie Antoniego (1810-?) i Karoliny z Mańkowskich (1815-1900), miał braci geografa Witolda (1839–1927), chemika i profesora Uniwersytetu Jagiellońskiego Zygmunta Florentego (1845-1888) i inżyniera technologa Stanisława (1854–1928).

## Literatura
- Artur T. Wróblewski, Edward Wincenty Wróblewski, Słownik Biograficzny Techników Polskich, t. 15, s. 173
- Marcin Dolecki, Wróblewski Edward Wincenty, GIGANCI NAUKI [dostęp 14.08.2023]
- Wróblewski Edward Wincenty, [w:] Encyklopedia PWN [online], Wydawnictwo Naukowe PWN [dostęp 2023-08-14].